# Kościół Narodzenia Najświętszej Maryi Panny w Mołdawinie
Kościół Narodzenia Najświętszej Maryi Panny w Mołdawinie – katolicki kościół filialny zlokalizowany we wsi Mołdawin w gminie Radowo Małe, w powiecie łobeskim (województwo zachodniopomorskie). Należy do parafii Najświętszego Serca Pana Jezusa w Radowie Wielkim.

## Historia i architektura
Kościół wzniesiony został w XVIII wieku. Sytuowany na planie prostokąta, murowany jest z kamienia i cegły. Nawa kryta jest dachem dwuspadowym. W korpusie świątyni osadzona jest wieża, nakryta barokowym hełmem. Okna zamknięte są łukiem półokrągłym.
Wnętrze nakrywa drewniany, beczkowaty strop. Nad wejściem do świątyni znajduje się wsparta na dwóch słupach empora z prospektem organowym. Organy zostały wykonane w 1908 roku przez szczecińską firmę Grüneberg. W prezbiterium, oddzielonym od reszty kościoła balustradą, znajduje się XVIII-wieczny drewniany ołtarz ambonowy, zdobiony akantowym ornamentem. Obecnie w miejscu kosza ambonowego umieszczona jest figura Matki Bożej. Ponadto zachowała się XVII-wieczna chrzcielnica i dwa lichtarze z XVIII wieku.
Po II wojnie światowej kościół został konsekrowany jako świątynia katolicka w dniu 13 czerwca 1946 roku.